# Dalia
Dalija Serdar (Zagreb, 1971.), poznatija kao Dalia, hrvatska je pjevačica. Najpoznatija po pjesmi "Suparnica".

## Albumi
- "Mi žene" (1996.)

## Festivali
- "Dance 1" (1997.)
- "Hrvatski radijski festival" (1997.)
- "Supergirl" (1998.)

## Diskografija
- Baby bye
- I love you, you love me
- Ja
- Mi žene
- Ne daj, dragi Bože
- Noćas ti želim reći

- Ona lijepo izgleda
- Pa, tko je ovdje lud?
- Prestat ćeš ti ganjat druge žene
- Snaga
- Suparnica